# 竹岡和範
竹岡 和範（たけおか かずのり、1975年9月13日 - ）は、日本のお笑い芸人。広島県三次市生まれ、広島市安芸区船越育ち。現在はフリー。お笑いコンビのアマレス兄弟のアマレス兄。身長163cm。体重63kg。

## 芸風
細かすぎて伝わらないモノマネに代表されるようにマニアックなネタが多い。
街中にいる一般人のモノマネや、プロ野球解説者のモノマネや、格闘家ミノワマンのモノマネ『ミニワマン』もある。
レパートリーは武田一浩、福本豊、ミノワマン、山田孝之、デービッド・オルティス、星野真里、森泉、居るの居ないのかわからない一般人（yahoo知恵袋ネタ等）、主に重箱の隅をつつくようなネタが支流。
コンビ「アマレス兄弟」においては、舞台上でレスリングの真剣勝負を演じながら「アマレスあるある」などのネタを披露している。
芸風のおかげで、ALSOKの懇親会に呼ばれネタを披露し、賞賛を呼ぶ。そこで伊調馨選手の兄とも対面している。

## 人物
映画が趣味の域を超えるほど愛しておりDVDを300本以上所持し（現在も増え続けている）、アル・パチーノやクリント・イーストウッド、ソフィア・コッポラをこよなく愛し、『魔女の宅急便』（魔女の宅急便漫談をよくやっている）に関してはすべての場面を喋れ網羅している。
プロレス、格闘技にも精通しており、高校のレスリング部の先輩に獣神サンダーライガー（新日本プロレス）、後輩に熊野準（プロレスリングノア）がおり、自身もレスリングの猛者（レスリングインターハイ出場、中国大会3位）。保永昇男、星野勘太郎、アントニオ猪木のファン。
音楽、特にバンドが好きで自身もドラムを演る。恵比寿みるくで長年働いており（現在は閉店）、フジロックフェスティバルやサマソニ、ライジングサンロックフェスなどにも度々いっている。
ブランキージェットシティの大ファン。他にもThe Birthday、INCUBUS、ブラフマン、Radiohead、Underworld、山下達郎、木村カエラで、セットリスト漫談がある。
広島カープファンだが、巨人の澤村投手と逢った際に思わず「生粋のジャイアンツファンです。」と言ってしまった。
山本浩二、山崎隆造、大野豊、前田智徳、黒田博樹、梵英心のファン。
東京で「広島芸人会」を発足し監督に就任。メンバーは桝本壮志（放送作家）、バイきんぐ西村、天津向、ヴェートーベン、このみ、ラバボーズ横田、ジャンふじたに、かもめんたる槙尾、ギース尾関高文、ゴッホ向井ブルー、安田大サーカスクロちゃん、いち・もく・さん久保田、コンマニセンチ竹永、アイデンティティ見浦、超新塾サンキュー安富、三浦マイルド、頼知輝、ラフレクラン西村。

## 来歴
広島電機大学付属高校（現：広島国際学院高等学校）卒業。高校在学中にレスリングの同輩として後にコンビを組む坪井貴成と出会う。レスリングではインターハイに68kg級団体で出場。中国大会54kg級3位。この他に全国高校グレコローマン58kg級準々決勝進出、広島県大会では54kg級と58kgで優勝。大学推薦入学の話もあったが、レスリングはもう続けたくないという思いもあって断り、地元・広島で就職。その後広島のテレビ局で素人芸人が多く出演する番組に出演、これがきっかけにプロデビュー。
- 1996年11月にピン芸人竹岡で初舞台。広島中心に芸人活動を始める。
- 1999年に坪井貴成とコンビ「ハイエナ」を結成。プライムに所属。
- 2001年にテレビ朝日『虎の門』にて、地上波に初出演する。この時ネタバトルの対戦相手だったバイきんぐの小峠とは、ブランキージェットシティ好きが共通で親友となる。
- 2004年 あっ!とおどろく放送局にて初冠レギュラー番組『ハイエナのお笑いチョメチョメナイト』スタート
- 2005年 下北沢タウンホールにて、初単独ライブを行い300人集める。
- 2011年 ハイエナを解散。再びピン芸人竹岡和範で活動する。
- 2011年 舞台『わらいもん』に主演、漫才コンビ18KINの実話に基づいた舞台で、お笑い芸人役ながら役者デビューする。
- 2012年 同じ事務所のザクマシンガン山田とユニット漫才コンビ『ふぇありーきっす。』を結成。THE MANZAI一回戦突破。ラジオお笑い有楽城などに出演。
- 2013年 『広島芸人会』を発足。年齢芸歴的に竹岡和範が監督にされる。定期的集まり会食をしており、時に広島カープ戦を皆で行っている。
- 2015年 軟式女芸人野球部ミラクルキッシーズの監督に就任。
- 2016年 ニュースタッフプロダクション所属のアマレス太郎とのコンビ「アマレス兄弟」での活動を開始。2015年12月のあるライブで一緒になり、エンディングでレスリングの真剣勝負をやってみたところ、思いの外ウケたということで意気投合し、このコンビを続けようということになった[3]。このコンビでは竹岡は「アマレス兄」の芸名を名乗る[1]。
- 2017年 ABCお笑いグランプリに、アマレス兄弟として、最終予選に進出。
- 2019年8月31日をもってプライムを退社。

## 出演
コンビとしての出演はハイエナ、アマレス兄弟を参照。

### テレビ
- とんねるずのみなさんのおかげでした「博士と助手〜細かすぎて伝わらないモノマネ選手権〜」（フジテレビ系）
  - 第11回 『サ行が言えない人』（2007年10月4日）
  - 第12回 『サ行が言えない人』『サ行が言えないキャプテン』『サ行が言えない歌手』『サ行が言えない外国人』（2008年3月27日）優勝
  - 第13回 『サ行が言えない帰国子女』『早稲田通りで見た手放し運転の集大成』（2008年9月25日）
  - 第15回 『サ行が言えないカップル』（2009年10月1日）
  - 特別編「紅白モノマネ合戦」 『いらっしゃいませがエアロスミスに聞こえるコンビニの店員と、サ行が言えない客』、『人より少し舌足らずな長島三奈と、サ行が言えない高校球児』（2010年12月22日）
  - 第18回 『見てるこっちがヒヤヒヤしてしまうくらい機嫌が悪い、プロ野球解説者武田一浩さんのヤサグレ解説』（2012年12月27日）
  - 第20回 『洋楽ロックバンドの日本公演にて、ロックの雰囲気を壊すくらい真面目に訳しすぎる通訳』（2014年7月3日[5]）
- ピエール瀧のしょんないTV（2016年6月30日・7月7日・12月8日・12月15日静岡朝日テレビ）しょんないポンコッツvs女芸人野球部ミラクルキッシーズ～野球対決2試合 計4週出演　ミラクルキッシーズ監督
- カンムリ（RCCテレビ）ミラクルキッシーズ監督
- クイズタレント名鑑（2012年2月12日、TBS）『同窓生クイズ選手権』広島国際学院チーム 獣神サンダーライガー・安田大サーカスクロちゃん・竹岡和範
- 笑っていいとも（フジテレビ系）竹岡和範　誰も知らないけど絶対面白いモノマネ選手権
- NHK天才てれびくん[いつ?]（声優）竹岡和範
- カンムリ（2017年7月28日、RCCテレビ）本家に呼ばれないカープ芸人SP
- カープ道（広島ホームテレビ）カープ優勝に恩恵貰えない芸人
  - #46｢新春SP カープが優勝したのに声が掛からなかった芸人集合｣（2017年1月1日）
  - #47｢カープが優勝したのに声が掛からなかった芸人集合 ～後半戦～｣ （2017年1月7日）
  - 「カープ芸人が振り返る!2018前半戦プレイバック」（2018年7月31日）
  - 「3連覇したけど呼ばれなかった芸人」（2019年1月9日・16日）

### ラジオ
- こちら山中デスクです（TBSラジオ）竹岡和範
- マイナビ Laughter Night（TBSラジオ）アマレス兄弟、ふぇりーきっす
- 決戦!お笑い有楽城（ニッポン放送）ふぇありーきっす

### 舞台
- 女々第二回公演「わらいもん」（2011年11月10日-15日、学芸大学・千本桜ホール）
- サタデーナイトリベンジャー（2012年4月18日-22日、学芸大学・千本桜ホール）

### イベント
- 三次町七夕夜市 七夕ライブ 梅雨をぶっ飛ばせ!お笑いショーケース（2015年7月4日、専法寺本堂）
- 中国やまなみ街道 特産&うまい麺市（2015年8月30日、三次市・トレッタみよし）
- 広島アスリートマガジン Presents 梵英心選手トークショー in TAU（2015年12月21日、銀座TAU）
- 第31回三次さくら祭 尾関山公園山頂ステージ（2016年4月3日、尾関山公園）[6]
- 5月29日 三次を楽しむ344の秘訣（2018年5月29日、銀座TAU）